# Петров, Анатолий Александрович (химик)
Анато́лий Алекса́ндрович Петро́в (1913, Ливны — 1992, Санкт-Петербург) — советский химик-органик, член-корреспондент АН СССР (с 1966 г.).

## Биография
- 1941—1945 гг. — Воронежский университет (химический факультет)[2];
- 1945—1953 гг. — профессор Ленинградского института авиационного приборостроения (ныне - Санкт-Петербургский государственный университет аэрокосмического приборостроения - ГУАП);
- C 1951 г. — профессор Ленинградского технологического института;
- C 1966 г. член-корреспондент АН СССР;
- 19 февраля 1970 года — Менделеевский чтец: «Общие закономерности в реакциях сопряжённых систем».
- В 1978 г. открыл реакцию Петрова-Кормера совместно с Виталием Абрамовичем Кормером.
- Умер 17 июня 1992 года. Похоронен на Волковском православном кладбище[3].

## Избранные публикации[4]
- Фосфорорганические соединения с ацетиленовыми и диеновыми заместителями Б. И. Ионин, Г. М. Боголюбов, А. А. Петров // Успехи химии, 36, 587 (1967)
- Винилацетилен и его гомологи А. А. Петров // Успехи химии, 29, 1049 (1960)
- Алленовые углеводороды А. А. Петров, А. В. Федорова // Успехи химии, 33, 3 (1964)
- Масс-спектры и строение молекул углеводородов А. А. Полякова, Р. А. Хмельницкий, А. А. Петров // Успехи химии, 35, 1671 (1966)
- Нитроацетилены К. Б. Ралль, А. И. Вильдавская, А. А. Петров // Успехи химии, 44, 744 (1975)
- α,β-Непредельные гетероатомные соединения в реакциях 1,3-диполярного присоединения В. А. Галишев, В. Н. Чистоклетов, А. А. Петров // Успехи химии, 49, 1801 (1980)
- Арбузовская перегруппировка с участием галогенацетиленов — путь синтеза ацетиленовых фосфонатов и других фосфорорганических соединений А. А. Петров, А. В. Догадина, Б. И. Ионин, В. А. Гарибина, А. А. Леонов // Успехи химии, 52, 1793 (1983)
- Реакции 1,3-анионного циклоприсоединения α,β-непредельных тиолатов и их аналогов М. Л. Петров, А. А. Петров // Успехи химии, 56, 267 (1987)
- Ацетиленовые эфиры и их аналоги С. И. Радченко, А. А. Петров // Успехи химии, 58, 1671 (1989)
- Реакции присоединения N-галогенамидов к непредельным соединениям Н. Н. Лабейш, А. А. Петров // Успехи химии, 58, 1844 (1989)
- Алкадиены и их производные в реакциях с электрофильными реагентами В. Х. Христов, Х. М. Ангелов, А. А. Петров // Успехи химии, 60, 69 (1991)
- Перфторалкил(арил)ацетилены Е. С. Турбанова, А. А. Петров // Успехи химии, 60, 1005 (1991)